# Вельянов, Александр
Алекса́ндр Велья́нов (макед. Александар Вељанов; род. 1965) — немецкий музыкант и композитор, наиболее известный как вокалист дарквейв-группы Deine Lakaien, которую он (вместе с Эрнстом Хорном) основал в 1985 году.

## Биография
В настоящее время Вельянов живёт и работает в Берлине, Мюнхене и Лондоне. Он редко говорит о своей частной жизни, и даже дата его рождения до сих пор остаётся загадкой. Однако в интервью швейцарскому электронному изданию «ART-NOIR» от 23 февраля 2011 года он обмолвился: «Сейчас мне 46». Не раз в своих интервью, охотно демонстрируя обручальное кольцо, Вельянов упоминал, что женат, однако о его супруге ничего не известно, как и о детях, которых, по неподтверждённым данным, у него двое. Кто они, где живут, а также почему Вельянов так тщательно скрывает само существование своих близких, неизвестно.
Последний альбом музыканта Porta Macedonia включает кавер-версии песен популярной македонской группы Mizar.

## Дискография

### В составеRun Run Vanguard
- 1993 — Suck Success

### Сольные альбомы (под именем Veljanov)
- 1998 — Secrets of the Silver Tongue
- 1998 — The Man With a Silver Gun MCD
- 1998 — Past and Forever MCD
- 2001 — The Sweet Life
- 2001 — Fly Away MCD
- 2008 — Nie mehr/Königin aus Eis MCD
- 2008 — Porta Macedonia

### Сотрудничество
- 1991: The Perc Meets the Hidden Gentleman — Lavender (Альбом), «The Composition of Incense»
- 1993: Das Holz — вклад в «The Lizard King: A Tribute to Jim Morrison Wave & Electro Cover Versionen», «Spanish Caravan»
- 1994: Estampie — Ludus Danielis (Альбом), «Abacuc»
- 1995: Sleeping Dogs Wake — Hold me under the Stars (MCD), «Hold me»
- 1996: Estampie — Crusaders (Альбом), «Ahi, amors», «Chaterai por mon corage», «Imperator Rex Greacorum», «Maugréz tous sainz», «Palästinalied», «Quant amors trobet partir»
- 1998: Das Holz — Drei (Альбом), «Alice» + «Jolene»
- 2000: Estampie — Ondas (Album), «O Fortuna»
- 2002: Stendal Blast — «Nur ein Tag» (MCD)
- 2004: Schiller — Leben (Альбом), с «Desire»
- 2006: Edgar Poe Project — Visionen (Альбом на двух CD), с «Lied Für Annabel Lee»[3]